# Pfälzer Saumagen

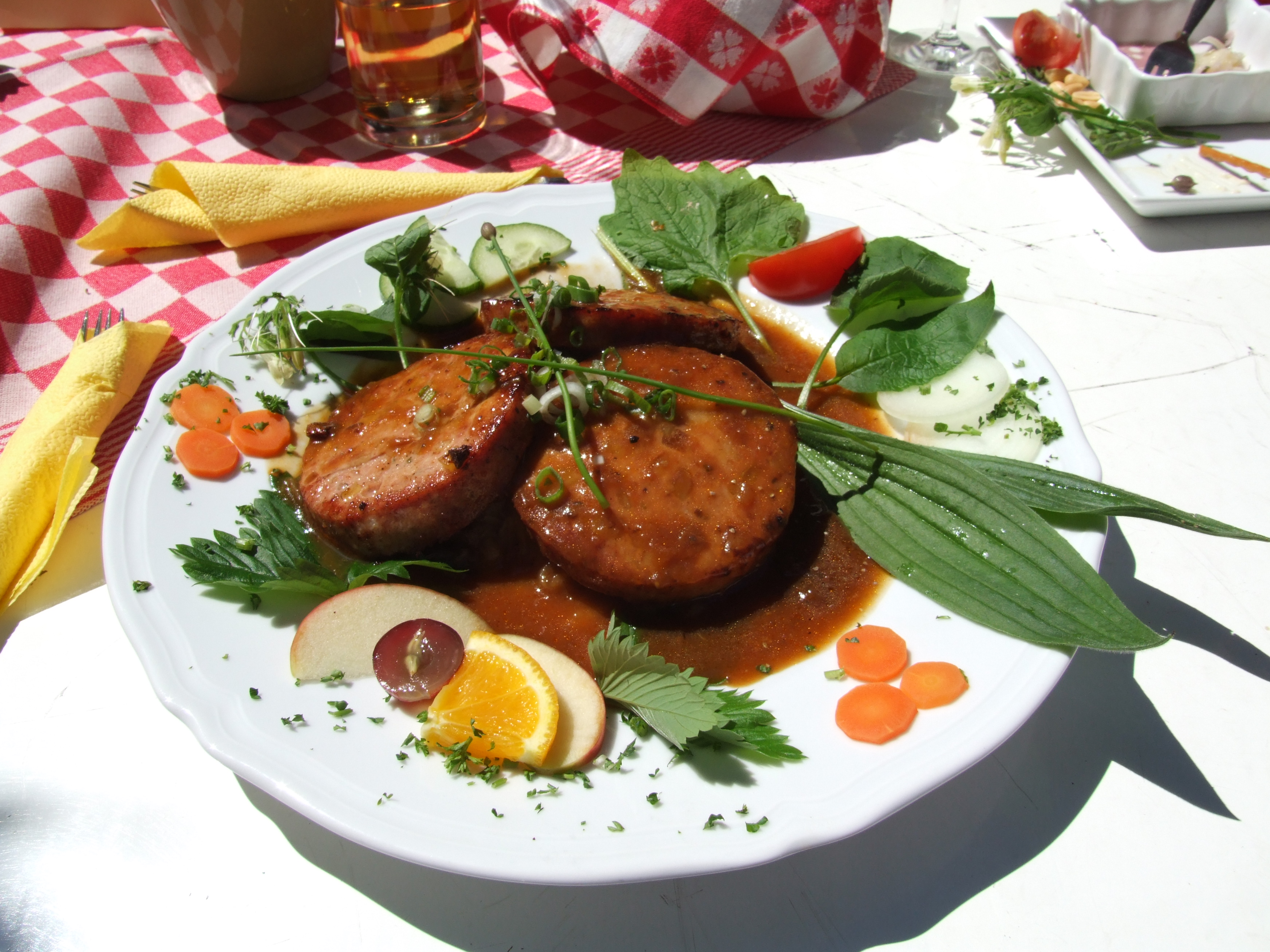
Pfälzer Saumagen

Pfälzer Saumagen – tradycyjne danie kuchni niemieckiej, pochodzące z Palatynatu. 
Są to świńskie żołądki nadziewane farszem mięsnym z dodatkiem jajek oraz specjalnej kompozycji ziół i przypraw. 
Pfälzer Saumagen stanowiły ulubione danie Helmuta Kohla.